# دیانا اشنایدر

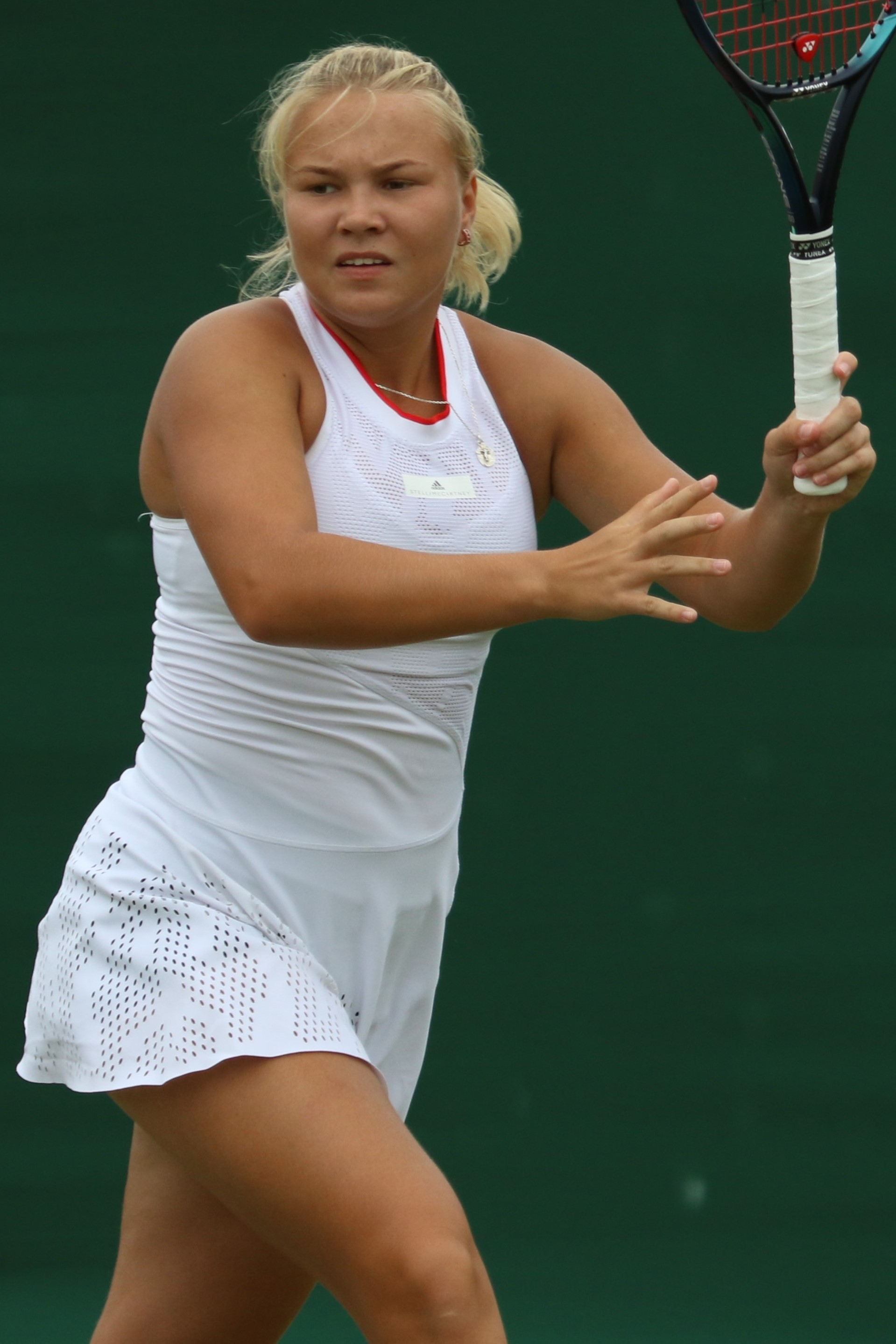
Shnaider WMQ23

دیانا ماکسی موونا اشنایدر (روسی: Диа́на Макси́мовна Шна́йдер ; متولد ۲ آوریل ۲۰۰۴) یک تنیس باز حرفه‌ای روسی است. او دارای رتبه‌های بالای حرفه‌ای در رتبه ۱۷ جهان در انفرادی و شماره ۵۴ در دونفره است که هر دو در ۹ سپتامبر ۲۰۲۴ به دست آوردند.
او در المپیک ۲۰۲۴ پاریس به همراه میرا آندریوا نقره دونفره زنان را به دست آورد.

## اوایل زندگی
اشنایدر در ژیگولفسک از پدرش ماکسیم و مادرش یولیا به دنیا آمد. پدرش وکیل و بوکسور سابق آلمانی الاصل است، در حالی که مادرش معلم زبان انگلیسی است. خانواده او بعداً به تولیاتی نقل مکان کردند.
او از چهار سالگی ورزش تنیس را آغاز کرد. در سن هشت سالگی، او به‌طور جدی ورزش را دنبال کرد و با مربی سامول میناسیان در مسکو تمرین کرد. در سال ۲۰۲۲، او به ایالات متحده نقل مکان کرد و در دانشگاه ایالتی کارولینای شمالی ثبت نام کرد، جایی که تنیس کالج را برای ان‌سی استیت ولفپک بازی کرد.
ظاهر امضا شده اشنایدر در زمین، یک باندای خال خالی آبی دارد. او از کودکی شروع به پوشیدن سربند برای جلوگیری از آفتاب سوختگی کرد و آن را به کلاه و گیره ترجیح داد.

## در جوانی
او در مسابقات قهرمانی ویمبلدون ۲۰۲۱ با شریک کریستینا دمیتروک بلاروسی و آزاد استرالیا ۲۰۲۲ با همکاری کلروی انگونو آمریکایی عناوین دونفره دختران را به دست آورد.
اشنایدر در مدار جوانان آی‌تی‌اف رتبه ۳ ترکیبی را به دست آورد که در ۱۳ دسامبر ۲۰۲۱ به دست آورد.

## پیگیری تنیس به صورت حرفه‌ای

### ۲۰۲۳: اولین مسابقه گرند اسلم، اولین فینال تور دابلیوتی‌ای، جزو ۶۰ نفر برتر
اشنایدر اولین بازی گرند اسلم خود را در مسابقات آزاد استرالیا ۲۰۲۳ پس از راهیابی به قرعه کشی اصلی انجام داد. او کریستینا کوچووا را که از رتبه‌بندی محافظت شده استفاده می‌کرد، برای اولین برد خود در مسابقات ماژور شکست داد، قبل از شکست در دور دوم به ماریا ساکاری، نفر ششم. در نتیجه، او در ۳۰ ژانویه ۲۰۲۳ در رتبه ۹۴ جهان به ۱۰۰ نفر برتر رسید.
بعد از مسابقات آزاد استرالیا، اشنایدر یک فصل تنیس کالج را برای ایالت کارولینای شمالی بازی کرد. او در انفرادی ۲۰–۳ رفت تا به Wolfpack برنده مسابقات ای‌سی‌سی و رسیدن به فینال مسابقات قهرمانی ان‌سی‌ای‌ای ۲۰۲۳ شود. او به عنوان با ارزش‌ترین بازیکن مسابقات ای‌سی‌سی و سال اول سال ای‌سی‌سی انتخاب شد و افتخارات تیم اول سراسر ای‌سی‌سی و سراسر آمریکا را در انفرادی و دونفره دریافت کرد.
در جایزه بزرگ بوداپست، او برناردا پرا را شکست داد. اشنایدر در مسابقات آزاد هامبورگ با شکست دوباره برناردا پرا، نفر سوم، قبل از باخت در نیمه‌نهایی، به نیمه‌نهایی رسید.
او در اولین بازی خود در سوئینگ آسیایی، کلر لیو، نفر هشتم را در مسابقات آزاد گوانگژو شکست داد. در تورنمنت بعدی، او در مسابقات آزاد نینگبو به مرحله نیمه نهایی دوم یعنی پترا کویتووا رسید. سپس، او لیندا فروهویرتوا را شکست داد و به اولین فینال تور دابلیوتی‌ای رسید، اما به نفر اول، اسن جابر شکست خورد. او به عنوان یک بازنده خوش شانس وارد قرعه کشی اصلی مسابقات دابلیوتی‌ای 500 مسابقات آزاد گوانگژو شد اما از لسیا تسورنکو شکست خورد. پس از نمایش نیمه نهایی در مسابقات آزاد جیانگشی، او در ۲۳ اکتبر ۲۰۲۳ به ۶۰ نفر برتر رسید.

### ۲۰۲۴: اولین عنوان تور دابلیوتی‌ای، دور سوم ویمبلدون و جزو ۲۰ نفر برتر، مدال نقره المپیک در دونفره
در هوا هین، تایلند، او به چهارمین مرحله یک چهارم نهایی حرفه‌ای خود رسید و با شکست دادن مگدا لینت و پاولا بادوسا، به عنوان بازنشسته شد. سپس، او دالما گلفی، بازیکن مقدماتی و وانگ شین‌یو، نفر سوم را شکست داد و به دومین فینال حرفه‌ای خود رسید. اشنایدر سپس زو لین را در سه ست شکست داد و اولین عنوان خود را در تور دابلیوتی‌ایبه دست آورد. در آزاد میامی، او در دور دوم به مدیسون کی، بازیکن هفدهم، در کمتر از یک ساعت شکست خورد.
او دومین عنوان حرفه‌ای خود را در مسابقات آزاد بد هامبورگ ۲۰۲۴ با شکست دونا وکیچ در فینال به دست آورد. در نتیجه، او در ۱ ژوئیه ۲۰۲۴ به ۳۰ نفر برتر رسید. در اولین بازی خود در ویمبلدون، با پیروزی بر فینالیست سابق کارولینا پلیسکووا و اسلون استیونز به دور سوم راه یافت.
اشنایدر سومین عنوان سال خود را در جایزه بزرگ بوداپست با شکست دادن آلیاکساندرا ساسونوویچ در ست‌های مستقیم در فینال به دست آورد. او متعاقباً در اوت ۲۰۲۴، به رتبهٔ انفرادی با رتبه ۱۸ بر ۱۹ رسید.